# Coua cristata
Il cua crestato (Coua cristata Linnaeus, 1766) è un uccello della famiglia Cuculidae.

## Descrizione
Il cua crestato è un uccello di medie dimensioni, lunga circa 44 centimetri, dal caratterizzato da un piumaggio grigio-blu, una cresta di piume grigie sul capo, una macchia di pelle nuda blu intorno agli occhi, iridi marroni, becco e zampe nere, ventre bianco con una macchia marroncina, ed una lunga coda blu-violacea.

## Distribuzione e habitat
Questo uccello è endemico delle foreste, delle savane e delle boscaglie del Madagascar. Può essere trovato al livello del mare fino ad un'altitudine di 900 metri.

## Tassonomia
Coua cristata ha una sola possibile sottospecie:
- Coua cristata maxima - conosciuta da un singolo esemplare; probabilmente estinta verso la fine del XX secolo o forse un ibrido.

## Biologia

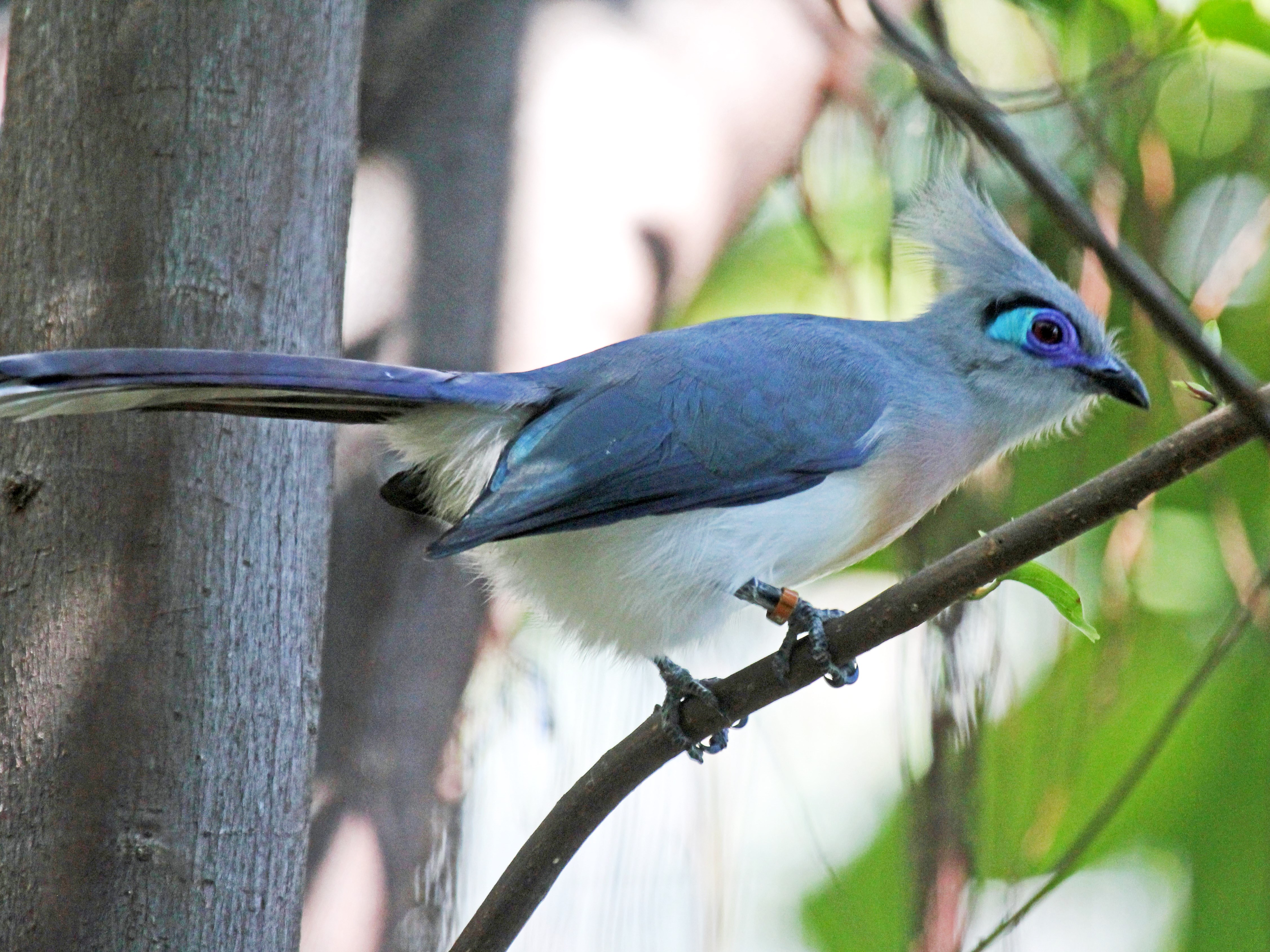
Un esemplare allo Zoo di San Diego

### Dieta
La dieta del cua crestato consiste principalmente di vari insetti, frutti, bacche, semi, lumache e camaleonti.

### Riproduzione
La femmina di solito depone due uova bianche in un nido fatto di ramoscelli.

## Conservazione
Questa specie è diffusa comunemente in tutto il suo vasto areale, per questo è stata valutata come specie a rischio minimo nella Lista Rossa IUCN.

## Galleria d'immagini

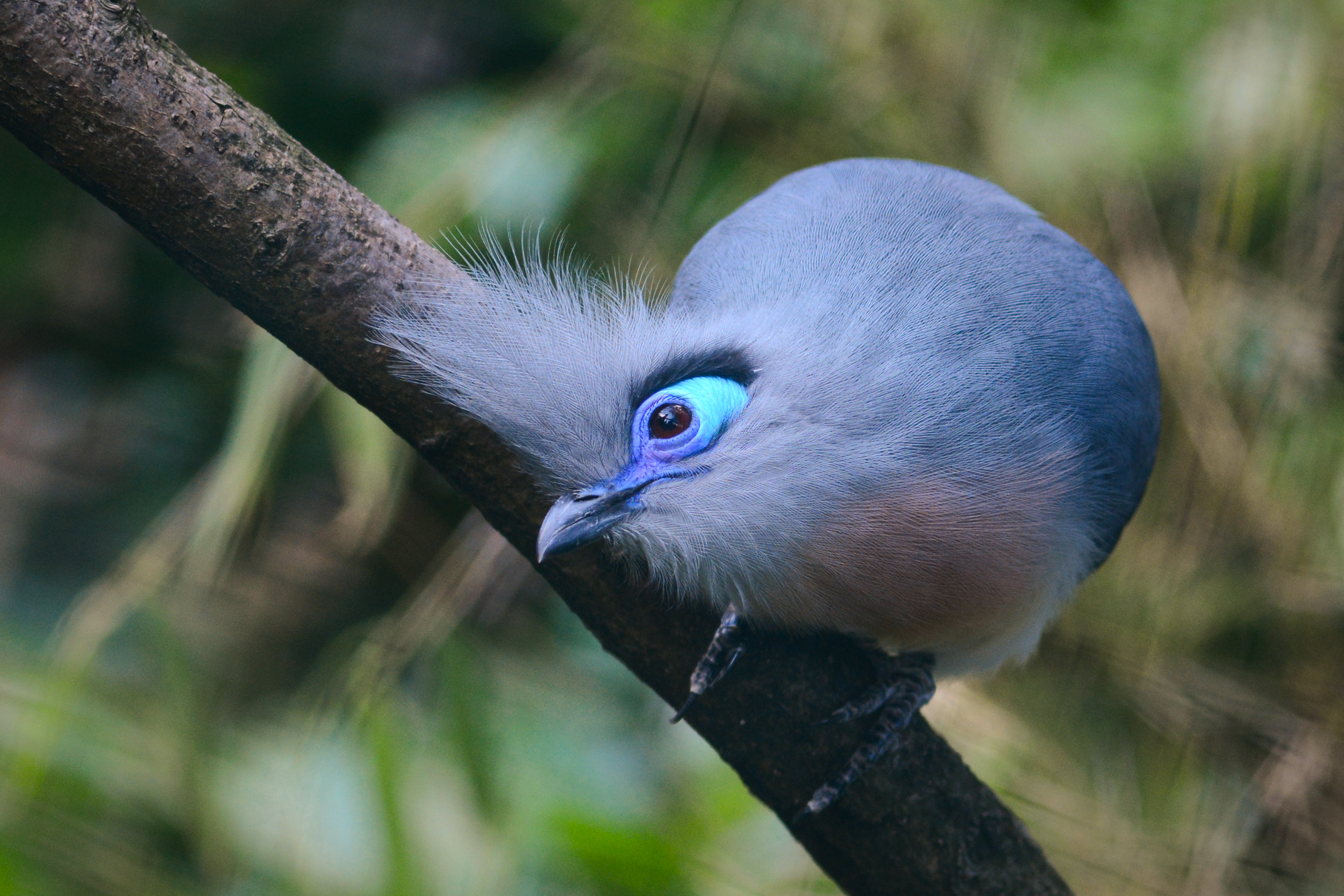
Al Parco ornitologico di Walsrode
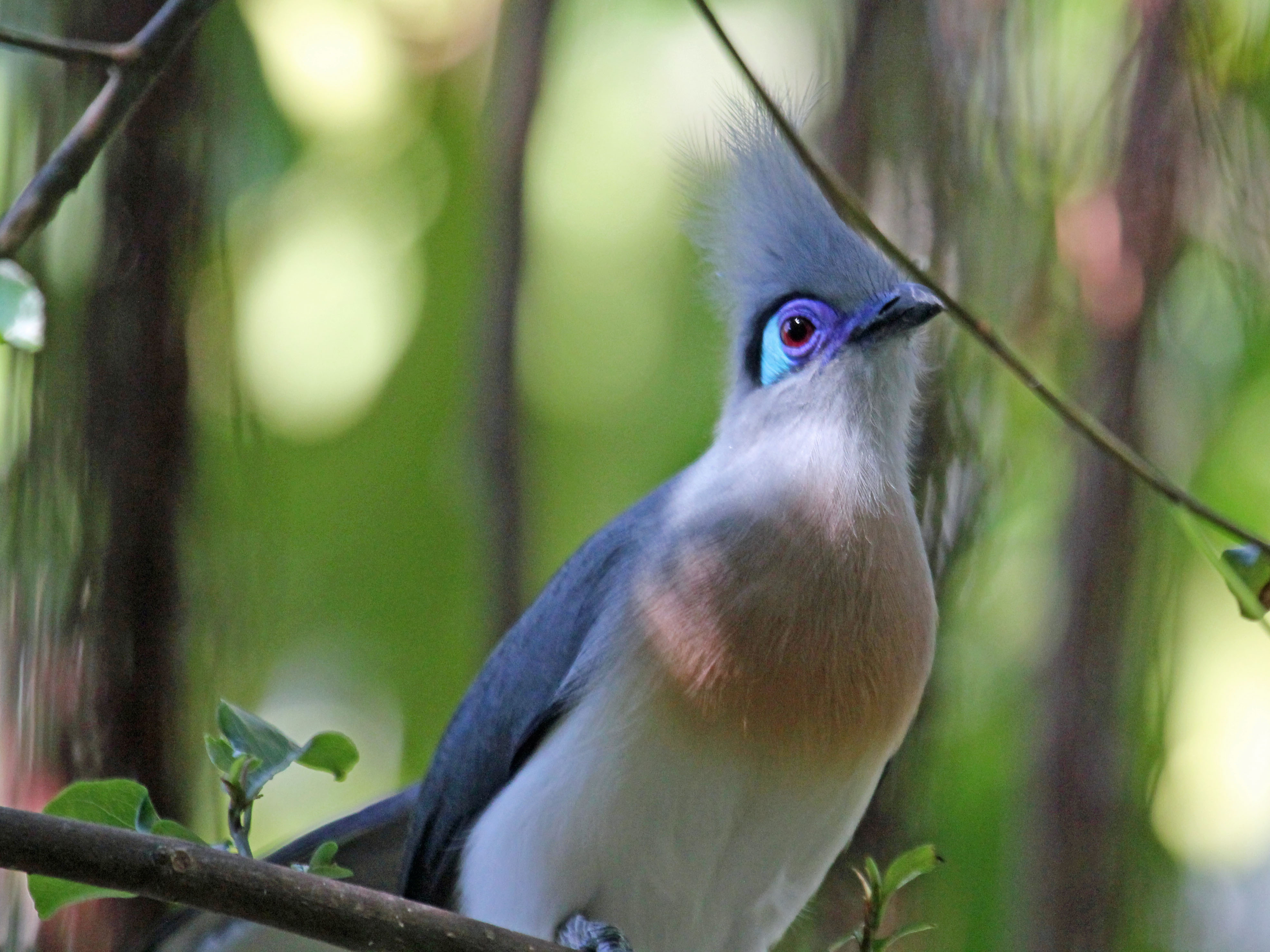
Allo Zoo di San Diego
Nell'area protetta di Anjajavy, Madagascar